# Джения, Виталий Викторович
Виталий Викторович Джения (род. 25 мая 1949, с. Ачандара, Гудаутский район) — советский и абхазский скульптор.
Член-корреспондент Международной академии культуры и искусства. Член Союза художников Республики Абхазии (1981 г.) Член Союза художников СССР (1988 г.) Член Союза художников России (1987 г.), Народный художник Абхазии.
Первый абхазский художник, который стал Почетным членом Академии Художеств России.
Основной материал: бронза, мрамор, гипс, дерево.
Станковые произведения находятся в Государственной Национальной картинной галерее Республики Абхазия (г. Сухум) «Мужской торс» (1979), «Обнажённая» (1999) и т. д. , в филиале музея Востока (г. Майкоп), в музее им. Ахмата Кадырова (г. Грозный), в музее искусства (г. Сочи), в частных коллекциях в стране и за рубежом.

## Биография
Родился 25 мая 1949 г. в селе Ачандара Гудаутского района Абхазии.
В 1967 заканчивает Ачандарскую средную Школу, с 1967—1970 служил в рядах Вооруженных сил СССР
В 1974—1975 работал художником-декоратором киностудии «Ленфильм», оформил художественный фильм «Любовь с первого взгляда».
В 1970 году поступает в Сухумское художественное училище и в течение четырёх лет осваивает азы скульптуры у педагога Виталия Лакрбе
Окончил Сухумское художественное училище в 1974 г. скульптурный факультет с красным дипломом.
В 1981 году закончил Тбилисскую Академию художеств скульптурный факультет мастерскую профессора Г. Ачаури, в классе профессора скульптуры Константина Топуридзе.
На конкурсе в Академии художеств Виталий получает первое место и премию за круглую полнофигурную скульптурную композицию «Руки прочь от Вьетнама».
В 1979 выставил скульптуру «Мужской торс» на весенней выставке художников Абхазии в Сухуме.
С 1981 года преподаватель в Сухумском художественном училище им. А. К. Чачба, на факультете скульптуры.
После Грузино-абхазского конфликта в творчестве Виталия произошли трансформации. Он начинает искать пластическую красоту не только в реалистических формах, но и в декоративных композициях. Излюбленным материалом для станковых скульптур становится дерево, самшит, шелковица, орех и т. д. На этих материалах он создал серию работ, посвящённых молодости.
В 2004—2006 создает серию монументальных портретов актёров Абхазии: «Портрет Минадоры Зыхуба», «Портрет Л. Касландзиа», «Портрет А. Агрба», «Ш. Пачалиа» (все работы выполнены в бронзе).
В 2007 он становится лауреатом Государственной премии им. Д. И. Гулиа в области изобразительного искусства
Председатель Союза художников Республики Абхазия (с 2001—2011 гг. и c 2018 г. по настоящее время). Организовывал выставки Абхазских художников в Москве, в Санкт-Петербурге и на Северном Кавказе.Наладил тесные контакты с Союзом Художников России, в частности с СХ гг. Санкт-Петербурга, Москвы, Краснодара, Сочи, а также с художниками Адыгеи, КБР, Осетии.

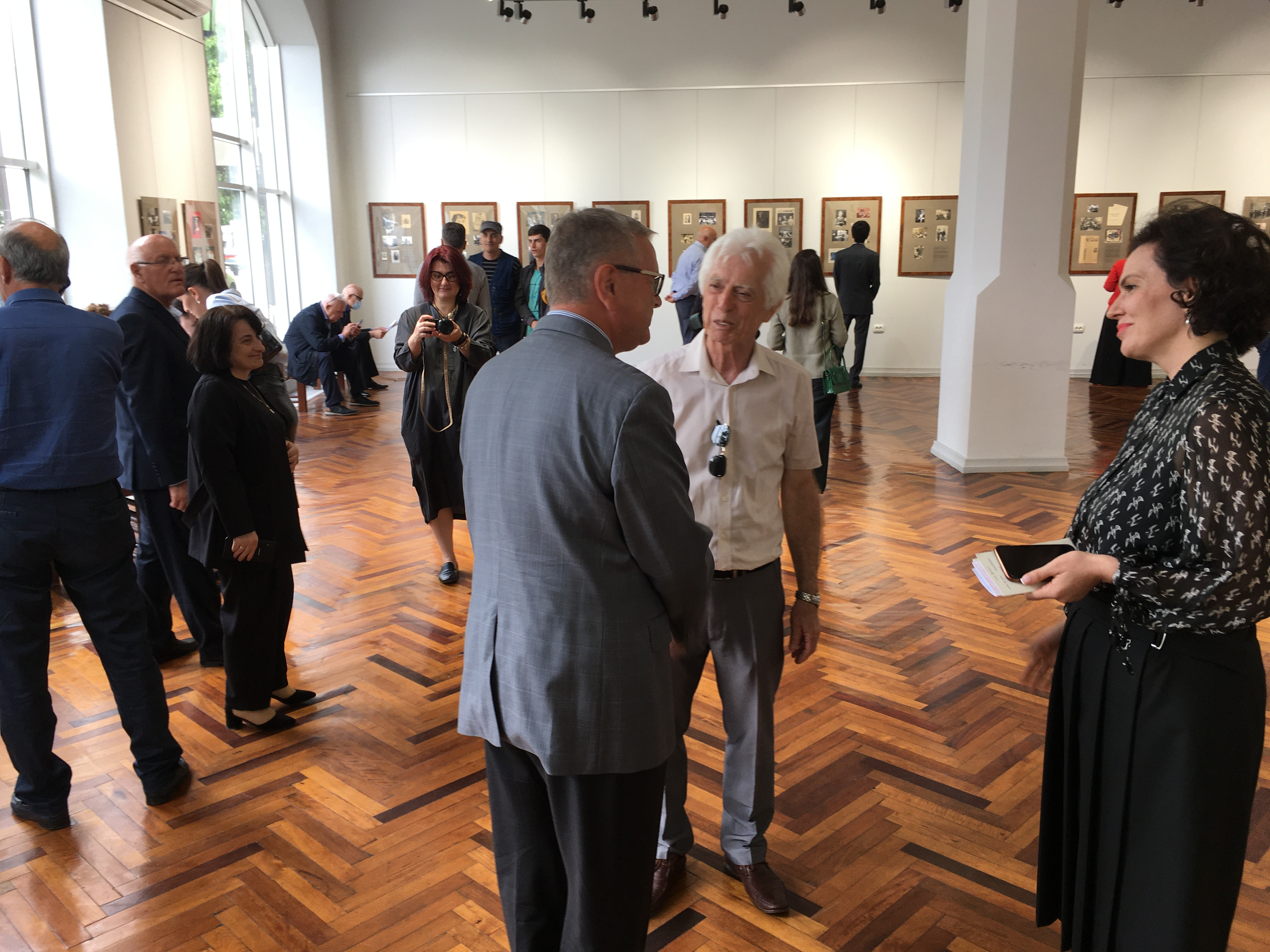
На открытии выставки

Неоднократно получал государственную премию «Лучшими работами года» (2015, 2019) Совета Союза художников Абхазии.
Живёт и работает в г. Сухум.

## Государственные и общественные награды и премии
Народный Художник Республики Абхазия (2019)
Лауреат международного конкурса биеннале (г. Ставрополь РФ), победитель всероссийского конкурса «Художники России за чистую воду» (г. Сочи)
Лауреат государственной премии им Д. Гулия (2007 г.)
Медаль Академии художеств России «Достойному»
Золотая медаль Союза художников России
Золотая медаль Сурикова за выдающиеся заслуги в развитии изобразительного искусства России (2017 г.)
Награждён Золотым орденом «Служение искусству» Комиссии по общественным наградам и вопросам увековечивания (2012)
Золотая медаль «Российской Артиады» за заслуги в развитии культуры и искусства (2008 г.)
Награждён золотым орденом Международной академии культуры и искусства.
Почетного члена Российской академия художеств (2021)

## Выставки
С момента завершения учёбы в Академии Художеств Виталий активно участвует во республиканских, всесоюзных и международных выставках.
1985 — Всесоюзная выставка в честь 40-летия Победы над фашизмом. Москва (композиция «Раненый воин»)
В 1989—1992 гг. участвовал во многих международных выставках в Германии, Италии, Турции.
В Берлине он выставляет станковую полнофигурную композицию «Молодость». Эта работа была отмечена искусствоведами и представлена в каталоге выставки.
В 1992, в Италии (г. Генуя) принимает участие в международной выставке в честь 500-летия открытия Америки Христофором Колумбом со своей композицией «Пробуждение».
В 2001 организовал выставку художников Абхазии в г. Сочи, и сам активно принимал участие в ней.
В 2003 вместе с художникам Абхазии участвовал в групповой выставке в Санкт-Петербурге.
в 2004 участвует в групповых выставках в гг. Майкопе, Нальчике, Краснодаре, Москве.
В 2005 вместе с художниками Абхазии участвовал в выставке в Москве.
2006 Всероссийская выставка «Скульптура-2006» (г. Липецк).
Персональные выставки прошли г. Сочи (2008 г.), г. Москва (2012 г.), Нальчик (2014 г.), г. Сухум (1999 г., 2004 г., 2009 г., 2019)

## Произведения

### Работы в областимонументального искусства

#### Мемориальные памятники
Памятник турецкому писателю Саида Фаюк (Адабазара, Турецкая Республика, 1989);
Памятник, посвященный Отечественной войне 1941-45 гг. (с. Дурипш, Гудаутский район Республики Абхазия, 1986 г.);
Барельефы (6 штук), посвященный Великой Отечественной войне 1941-45 гг. (с. Атара, Очамчирского района Республики Абхазия, 1987 г.).
Бюсты театральным деятелям (4 бюста), в нише на фасаде здания Абхазского государственного драматического театра (г. Сухум, Республика Абхазия, 2004 г.)

#### Мемориальные доски
А. Агрба, театральный деятель (г. Сухум, Республика Абхазия, 1983 г.); Ч. Джонуа, писатель (г. Сухум, Республика Абхазия, 1988 г.); К. Ломия, писатель (г. Сухум, Республика Абхазия, 2016 г.); Н. Тарба, писатель (г. Сухум, Республика Абхазия, 2016 г.); В.Аргун, первый абхазский летчик (школа его имени в г. Гудаута, Республика Абхазия, 2015).

### Монументально — декоративные композиции
В 1986—1990 он создаёт монументальную композицию-барельеф на тему Отечественной войны 1941—1945 для с. Отара Очамчырского р-на.
Декоративное пано, посвященное творчеству и искусству (ДК с. Члоу, Очамчирского района Республики Абхазия, 1989 г.).

### Работы в области станкового искусства
Влюбленные (2003 г.); Древо жизни (2005 г.); Мечта (2001 г.); Обнаженная (1991 г.); Плодородие (2004 г.); Портрет дочери (2002 г.); Портрет сына (1997 г.); Сидящая (2003 г.); Торс (2003 г.); Торс (2001 г.); Обнаженная (2014 г.); Недотрога (2016 г.); Обнаженная (2016 г.); Речная нимфа (2016 г.); Воздушный поцелуй (2016 г.) и др.

## Семья
Жена — Ломия Саида Кумфовна (художник керамист) (род. 1958)
Сын — Леон (род. 1984)
внук — Алан (род. 2021)
Дочь — Наала (род. 1985)